# Meranoplus barretti
Meranoplus barretti é uma espécie de formiga do gênero Meranoplus, pertencente à subfamília Myrmicinae.